# Google Keep
Google Keep es una aplicación desarrollada por Google Inc. que permite organizar la información personal a través del archivo de notas. Fue lanzada el 20 de marzo de 2013, estando disponible en Google Play para los dispositivos con sistema operativo Android, y en Google Drive como aplicación web. Google Keep es un reemplazo del servicio Google Notebook.

## Características
Google Keep permite crear y organizar notas introduciendo texto, voz o imágenes capturadas mediante la cámara del dispositivo utilizado. Las notas se sincronizan mediante Google Drive, permitiendo con esto acceder a ellas en cualquier lugar a través de la web y hacer modificaciones, guardándolas automáticamente. Estas notas se muestran al inicio de la aplicación de manera predeterminada en forma de mosaicos con la posibilidad de cambiar el tipo de visualización, así como el color de cada nota. También se tiene la opción de archivar las anotaciones que se requieran mantener, ocultándolas del inicio, pero sin eliminarlas completamente.

## Disponibilidad
La aplicación de Google Keep se encuentra disponible en Google Play para dispositivos móviles con la versión 4.0.3 o superior del sistema operativo Android, así como también en aplicación web, parte de Google Drive,
También se puede acceder fácilmente a todas las notas guardadas desde la página keep.google.com,
siempre y cuando se tenga espacio en la nube Google Drive.
Desde el 29 de junio de 2016 existe la versión para iOS, requiere iOS 8 o posterior.
La extensión Google Keep para el navegador Google Chrome permite guardar en una nota una selección de texto y con botón derecho y en el menú emergente seleccionar la opción "Guardar en Keep".